# 梅原亀七
梅原 亀七（龜七、うめはら かめしち、1871年 1月13日（明治3年11月23日）- 1929年（昭和4年）5月2日）は、明治から大正期の実業家、相場師、政治家。衆議院議員。

## 経歴
摂津国、のちの大阪府大阪市東区備後町四丁目（現:大阪市中央区備後町）で、書肆河内屋・先代梅原亀七、よね の長男として生まれる。漢学、英語、経済学、法政学など修めた。1883年（明治16年）父の死去に伴い家督を相続した。
貿易商を志していたが、その後、上京して村上株式商店に入り株式投機の道に進んだ。1892年（明治25年）4月、帰阪して北浜に株式仲買店を開業し大阪株式取引所仲買人として成功を収めた。その後、市場整理委員、大阪株式取引所組合委員長などを務めた。
1911年（明治44年）4月、日刊『帝国新聞』（現『大阪日日新聞』）を創刊して社長に就任し、夕刊も刊行して大阪時事に対抗しようとしたが、経営が傾き1912年（大正元年）9月に売却した。
その他、伊勢電気鉄道（宮川電気）取締役、浪速火災保険取締役、台北製糖取締役、京成電気軌道（現京成電鉄）取締役、共立火災保険取締役、大日本冷蔵社長、大阪商工銀行頭取、大阪商業会議所議員などを務めた。
政界では大阪市会議員を務めた。1912年（明治45年）5月の第11回衆議院議員総選挙に、伊勢電気鉄道取締役を務めていたことから三重県郡部から無所属で出馬して当選したが、同年7月2日に辞職し、衆議院議員に1期在任した。